# صموئيل إل. سلدن
صموئيل إل. سلدن (بالإنجليزية: Samuel L. Selden)‏ هو محامي وقاضي أمريكي، ولد في 12 أكتوبر 1800 في لايم في الولايات المتحدة، وتوفي في 20 سبتمبر 1876 في روتشستر في الولايات المتحدة.